# Textes officiels concernant l'éducation physique et sportive en France
Cet article est une chronologie de liens vers des textes officiels ayant trait à l'histoire de l'éducation physique et sportive en France. Une première partie concerne les textes généraux au sujet des horaires, règlements, documents, instructions et programmes réglant l'enseignement. Elle est suivie par les références organisant les examens, le sport scolaire, la formation des cadres et quelques textes éducation généraux (non EPS spécifiquement).
Les textes se considèrent dans l'ordre hiérarchique suivant : la loi, le décret, l'arrêté, la circulaire et la note de service. Pour retrouver les références des textes depuis 1987 et l'intégralité des textes depuis août 1989 : MENTOR, Recherche de textes règlementaires parus au B.O. et au J.O.

## Textes généraux EPS
- (Usage hors textes officiels) : l'expression « éducation physique » apparaît en 1693, en langue anglaise, comme chapitre dans un texte de John Locke, texte original[1], citation par Jacques Thibault (1972)[2] ; et, en 1762, en langue française, dans le titre d'un ouvrage de Jacques Ballexserd[3]

- loi du 15 mars 1850, loi Falloux, gymnastique à titre facultatif dans les écoles primaires
- décret du 3 février 1869 signé par Victor Duruy, « Programmes de l'enseignement de la gymnastique dans les écoles primaires de garçons, les lycées impériaux, les collèges communaux et les écoles normales primaires »[4], la gymnastique devient une discipline scolaire d'enseignement obligatoire dans le secondaire

1869 : Manuel de gymnastique du Capitaine Vergnes
- la loi George 27 janvier 1880 Jules Ferry rappelle que la gymnastique est obligatoire dans tous les établissements d'instruction publique de garçons

1881 : Manuel de gymnastique et des exercices militaires
- décret du 18 janvier 1882 rend (théoriquement) obligatoire l'enseignement de l'EP pour les Françaises (non appliqué, repris / décret du 25 mars 1924)
- 28 juillet 1882 : Programme détaillé d'éducation physique, signé par Jules Ferry[7]
- arrêté du 18 janvier 1887 : place à part entière de l'EP au même titre que les autres enseignements
- arrêté du 8 aout 1890 prévoit les horaires officiels de l'EP pour l'enseignement primaire : « une demi-heure de gymnastique pour les enfants de moins de 10 ans, et trois quarts d'heure pour les enfants âgés de plus de 10 ans »[8]

1892 : Manuel d'exercices gymnastiques et des jeux scolaires
1907 : Manuel d'exercices physiques et des jeux scolaires
- 20 juin 1918, création du Comité national d'éducation physique
- « Le décret du 14 février 1920 entérine officiellement ce souhait [création d'un ministère particulier ou d'un sous-secrétariat d'éducation physique et des Sports, rattaché à un ministère de tutelle autre que celui de la Guerre en créant au ministère de l'hygiène et de la prévoyance sociale une « commission chargée de rechercher les meilleurs moyens de développer le goût et la pratique des sports »[11]

1922 : Projet de règlement général d'éducation physique, 7 fascicules publiés de 1919 à 1924 par le ministère de la guerre (école de Joinville)
- « Le décret du 3 mars 1922 rattache en effet au Ministère de l'Instruction Publique le service d'éducation physique… »[12]

1923 : Instructions du 20 juin 1923, « Elles concernent l'ensemble de l'enseignement… sont publiées à l'intention des écoles primaires élémentaires »
- Le décret du 23 juin 1923 officialise les stages départementaux d'éducation physique des instituteurs sous les drapeaux[14]
- Le décret du 25 mars 1924 rend similaire l'enseignement de l'éducation physique féminin et masculin

1925 : Règlement général d'éducation physique, méthode de Joinville ou méthode française ; 3 tomes publiés (1925, 1928, 1931)
- 19 janvier 1925 : arrêté qui « rend obligatoire deux heures d’éducation physique dans l’enseignement secondaire »[15] ; « … adjoint à ces deux heures un après-midi de plein air, généralement accordé le jeudi, pendant lequel les élèves s’exercent aux jeux, à la gymnastique d’application et aux sports. »[16]

- 5 juin 1936 : Sous-secrétariat d'état à l'Éducation Physique (Dézarnaulds) sous l'égide du ministère de la santé[17]

1937 : Brevet sportif populaire (le 10 mars 1937)
- Les arrêtés du 22 mai et 6 août 1937 décrètent "une demi-journée par semaine d'éducation physique en plein air"

1938 : Instructions relatives à l'enseignement primaire dans la continuité de celles de 1923
- 7 août 1940, création du Commissariat général à l'éducation générale et aux sports
- 20 décembre 1940, publication de la Charte des sports
- 26 mars 1941, épreuve facultative d'éducation physique au baccalauréat
- avril 1941, le Brevet Sportif Populaire devient Brevet Sportif National

1941 : Instructions officielles, texte du 1er juin 1941
1945 : Instructions ministérielles, texte du 1er octobre 1945
1959 : Instructions officielles, texte du 20 juin 1959
- Circulaire du 1er juin 1961, la demi-journée de « plein-air » devient demi-journée de « sport »
- 24 juillet 1961 : création du Haut Comité des Sports
- 1962 : création de la Commission de la doctrine présidée par Jean Borotra

1962 : Instructions officielles, sous la forme d'une circulaire, texte du 21 août 1962
1965 : publication de Essai de doctrine du sport (rédigé par la Commission de la doctrine)
1967 : Instructions officielles, texte du 19 octobre 1967
- 4 août 1980 : décret, Statut particulier des professeurs d'éducation physique et sportive[18], corps régi par l'ordonnance du 4 février 1959
- décret du 28 mai 1981 : l'EPS est intégrée au MEN (ministère de l'éducation nationale)

- 25 avril 1983 : création des commissions verticales dont celle EPS (Alain Hébrard président de la commission EPS).

1985 : Instructions officielles, arrêté du 14 novembre 1985 pour les collèges
1986 : Programmes des classes du second cycle sous la forme d'instructions officielles pour les classes du lycée, arrêté du 14 mars 1986, B.O. no 15 du 17 avril 1986
Compléments du 30 juillet 1987 (à l'arrêté du 14 novembre 1985) pour les classes de 6e et 5e
Compléments du 30 juin 1988 (à l'arrêté du 14 novembre 1985) pour les classes de 4e et 3e
- 11 octobre 1988 : décret, B.O. no 39 du 17 novembre 1988, contrôle médical des inaptitudes à la pratique de l'EPS dans les établissements d'enseignement[20], fournir un certificat médical de justification
- 13 septembre 1989 : arrêté, B.O. 38 du 26 octobre 1989, contrôle médical des inaptitudes à la pratique de l'EPS dans les établissements d'enseignement[21], le certificat médical doit indiquer le caractère total ou partiel de l'inaptitude.
- 17 mai 1990 : circulaire, Contrôle médical des inaptitudes à la pratique de l'EPS dans les établissements d'enseignement[22], redéfinition des modalités de prise en compte des contre-indications à la pratique de cette discipline par le décret du 11 octobre 1988 et l'arrêté du 13 septembre 1989 : il n'y a plus de contrôle médical préalable ni de classement des élèves en quatre groupes d'aptitude.
- 30 janvier 1992: décret, Conditions de dispense de l'épreuve d'EPS dans les examens de l'enseignement du second degré[23]

- 14 avril 1992 : Création du GTD EPS (Groupe Technique Disciplinaire)
- 23 février 1993, publication d'une Enquête pour une écriture concertée des propositions de programmes en EPS : précision de trois finalités de l'EPS ; six étapes de la maternelle à l'université ; cinq domaines d'action ; trois types d'acquisitions (réaliser, identifier et apprécier, organiser-gérer)

- 9 mars 1994 : B.O. no 11, Pratique des activités physiques scolaires, sécurité[24], principe du droit applicable

- 22 février 1995 : arrêté, programme pour l'école primaire (utilise la notion de domaine d'action écartée dans les textes du secondaire).

1996 : Programme d'EPS de la classe de 6e, arrêté du 18 juin 1996 (B.O. no 29 du 18 juillet 1996), donne à la discipline :
Trois grandes finalités :
1. « Le développement des capacités nécessaires aux conduites motrices » ;
2. « L'acquisition, par la pratique, des compétences et connaissances relatives aux activités physiques, sportives et artistiques » ;
3. « L'accès aux connaissances relatives à l'organisation et à l'entretien de la vie physique » ;

Six autres finalités : l'éducation à :
1. la santé,
2. la sécurité,
3. la solidarité,
4. la responsabilité,
5. la citoyenneté
6. l'autonomie

Objectifs généraux (inscrits dans trois grandes catégories de situations auxquelles l'élève est confronté) :
- la relation individu / environnement
- La relation avec autrui
- la connaissance de soi

Contenus/acquisitions attendues :
1. « compétences spécifiques » ;
2. « compétences propres à un groupe d'activité » ;
3. « compétences générales ».

- 13 décembre 1996 : circulaire 96-291, section sportives scolaires, résumé[26], et texte[27]

1997 : Programmes d'EPS du cycle central des collèges, arrêté du 10 janvier 1997, B.O. no 5 du 30 janvier 1997
- 1997 : parution des documents d'accompagnement des programmes des cycles d'adaptation et central (6e et 5è-4è) par le CNDP (texte non officiel)[29]

- 28 juillet 1997: note de service, B.O. 32 du 12 septembre 1996, l’option facultative au lycée ; résumé[26]

1998 : Programmes d'EPS des classes de troisième des collèges, arrêté du 15 septembre 1998, B.O. no 10 du 15 octobre 1998
1998 : Programme d'EPS en CPGE (Classe Préparatoire aux Grandes Écoles), arrêté du 26 février 1998 : l'éducation physique et sportive contribue à la formation générale de tous les étudiants des classes préparatoires aux grandes écoles (CPGE). Appelés à exercer des responsabilités, ces derniers doivent saisir l'intérêt d'un bon équilibre corporel et l'avantage, reconnu par les milieux professionnels, qu'ils retirent des expériences vécues dans les pratiques physiques et sportives…
1999 : Programmes pour la classe de seconde, Bulletin officiel hors série no 6 du 12 août 1999
2000 : Programmes des classes de secondes générales et technologiques, arrêté du 31 juillet 2000, Bulletin officiel hors série no 6 du 31 août 2000 ; (annule le texte du 12 août 1999) il présente :
- quatre types de connaissances, huit compétences (4 en composante culturelle et 4 en méthodologique), deux ensembles d'activité physiques et sportives
- un enseignement commun, un enseignement de détermination et une option de spécialisation sportive

2000 : Programmes de la classe de première, séries générales et technologiques, arrêté du 9 août 2000
2001 : Programmes d'enseignement de l'EPS dans le cycle terminal des séries générales et technologiques, arrêté du 20 juillet 2001, B.O. hors série no 5 du 30 août 2001 ; actuellement en usage (mars 2009),
- 30 août 2001 : arrêté du 20 juillet 2001, B.O. HS no 2 du 30 août 2001, programme d'enseignement de la danse, classe de seconde[33], présentation[34]
- 30 août 2001 : B.O. HS no 3 du 30 août 2001, programme d'enseignement de la danse, classe de première[35], présentation[34]
- 30 août 2001 : B.O. HS no 4 du 30 août 2001, programme d'enseignement de la danse, classe de terminale[36], présentation[34]

2001 : Premier tome d’accompagnement des programmes Lycées série générales et technologiques (CNDP mars 2001), actuellement en usage (mars 2009)
- 24 janvier 2002 : note de service, B.O. no 5 du 31 janvier 2002, Enseignement de la danse dans le second cycle long[38], présentation[34]

- 25 janvier 2002 : arrêté, J.O. du 10 février 2002, Programmes d'enseignement de l'école primaire[39]

2002 : Deuxième tome d’accompagnement des programmes Lycées série générales et technologiques (CNDP, mars 2002), actuellement en usage (mars 2009)
- 13 juin 2002 : circulaire 96-291, B.O. no 25 du 20 juin 2002, Charte des Sections Sportives Scolaires, résumé[26], et texte[41]

2002 : Programmes des lycées : Éducation physique et sportive en classe de seconde générale et technologique, arrêté du 1er juillet 2002, B.O. hors série no 6 du 29 août 2002 ; annule le texte du 31 juillet 2001, et lui est similaire, actuellement en usage (mars 2009)
2002 : Programme d'enseignement de l'EPS pour les CAP, les BEP et les baccalauréats professionnels, arrêté du 25 septembre 2002, B.O. no 39 du 24 octobre 2002 ; usage jusqu'à application du texte de janvier 2009
- 24 avril 2003 : Circulaire No 2003-062, Examen et suivi médical des élèves des Sections Sportives Scolaires[26]

2004 : Document d'accompagnement des programmes Lycée - voie professionnelle, actuellement en usage (mars 2009)[
2008 : Horaires et programmes d'enseignement de l'école primaire Hors-série no 3 du 19 juin 2008
2008 : Programmes EPS du collège, Arrêté du 8 juillet 2008 B.O spécial no 6 du 28 août 2008 ; entrent en vigueur à la rentrée 2009-2010
2009 : Programmes d'enseignement de l'EPS pour les baccalauréats professionnels et les certificats d’aptitude professionnelle, voie professionnelle, B.O. no 2 du 19 février 2009
2010 : Programmes d'enseignement de l'EPS pour les baccalauréats généraux et technologiques voie générale et voie technologique, B.O. no 4 du 29 avril 2010
2013 : Loi no 2013-595 du 8 juillet 2013 d'orientation et de programmation pour la refondation de l'École de la République.
2019 : La loi pour une École de la confiance a été promulguée au Journal Officiel le 28 juillet 2019. Abaissement de l'instruction obligatoire à l'âge de trois ans, obligation de formation jusqu'à l'âge de 18 ans, pré-recrutement des enseignants, création d'un service public de l'École inclusive, etc
2019 : Le programme de l’enseignement commun d'EPS des classes de seconde générale et technologique et des classes de première et terminale générale et technologique est défini par arrêté du 17-1-2019 publié au BO spécial no 1 du 22 janvier 2019.
2019 : Le programme d'éducation physique et sportive (EPS) pour le certificat d'aptitude professionnelle (CAP) et pour le baccalauréat professionnel est défini par arrêté du 3-4-2019 publié au BO spécial no 5 du 11 avril 2019.
2021 : Le programme de l’enseignement optionnel d'EPS des classes de seconde générale et technologique et des classes de première et terminale générale et technologique est défini par arrêté du 2-6-2021 publié au BO no 25 du 24 juin 2021.
2021 : Le programme de l’enseignement de spécialité d'éducation physique, pratiques et culture sportives pour les classes de première et terminale de la voie générale est défini par arrêté du 2-6-2021 publié au BO no 25 du 24 juin 2021.

### Actualité, textes généraux
RECENSION DES RÉFÉRENCES DES TEXTES GÉNÉRAUX EN COURS D'APPLICATION (dates) :
- Écoles maternelle et primaire : Programmes Cycle 1 (Maternelle), Cycle 2 (CP, CE1, CE2) et Cycle 3 (CM1 et CM2) (2015)
- Collège : Programmes Cycle 3 (6e) et Cycle 4 (5e, 4e et 3e) (BO spécial no 11 du 26 novembre 2015)
- Lycée, filière professionnelle : Programmes (2009)
- Lycée, filière générale et technologique : nouveaux programmes EPS (BO spécial no 1 du 22 janvier 2019)

## Les examens
- 10 mars 1937 : Brevet sportif populaire (BSP)
- 1941 le BSP devient le BSN (Brevet Sportif National)
- décret du 26 mars 1941 : épreuve d'EPS facultative au baccalauréat
- décret du 28 août 1959 : épreuve d'EPS obligatoire au baccalauréat (précisé par les arrêtés du 5 octobre et du 23 novembre)
- arrêté du 7 novembre 1962 : épreuves d'EP des examens scolaires (BEPC, examen probatoire, baccalauréat, entrée dans les écoles normales d'instituteurs), précisé par la circulaire du 28 février 1963
- 24 décembre 1965, arrêté, modification du baccalauréat (et circulaire du 16 février 1966)
- 10 août 1967 : (?arrêté) circulaire d'application du 29 novembre 1967 pour les « épreuves sportives » concernant les BSP de l'enseignement primaire, le BEPC, le brevet élémentaire et le baccalauréat
- 28 septembre 1972 : arrêté, « épreuves d'éducation physique » pour baccalauréat de l'enseignement du second degré, de technicien, et au brevet d'études du premier cycle
- 31 octobre 1980 : arrêté, création des activités sportives spécialisées (ASS)[48] ; note de service du 13 juillet 1982 donne l'organisation ; note de service du 1er septembre 1983 modifiée note de service du 9 août 1984
- 4 mai 1983 : décret, l'épreuve d'EPS est au premier groupe d'épreuves au baccalauréat ; arrêté du 17 juin 1983 (circulaire d'application du 11 juillet 1983), épreuve obligatoire d'EPS au baccalauréat
- 11 juillet 1984 : décret, arrêté du 17 juillet 1984 (circulaire d'application du 10 août 1984), épreuve obligatoire d'EPS au baccalauréat (description détaillée)[49] ; points au-dessus de la moyenne au premier groupe d'épreuves, contrôle en cours de formation
- 20 août 1986 : arrêté, coefficient 1 au baccalauréat
- 19 octobre 1987 : note de service no 87-331, Recommandations pédagogiques concernant l'évaluation des résultats scolaires en éducation physique et sportive au titre du brevet, conformément à l'annexe de l'arrêté du 14 novembre 1985 (B.O. du 30 juin, 1988)[50], références aux textes pour le brevet[51]
- 6 mai 1988 : note de service, prise en compte des notes de quatrième et troisième pour le brevet
- 30 juin 1988 : Compléments à l'arrêté du 14 novembre 1985 pour les classes de 4e et 3e, concernant pour partie ce qui s'évalue au brevet des collèges
- 30 janvier 1992: décret, Conditions de dispense de l'épreuve d'EPS dans les examens de l'enseignement du second degré[23]
- 30 mars 1992 : note de service, création des ateliers de pratiques physiques et sportives (APPS)[52], précisée par la note de service du 12 mars 1993
- 24 mars 1993 : arrêté, (circulaire d'application 12 janvier 1994)[53], « épreuves d'EPS aux baccalauréats, brevet de technicien BEP et CAP » (officialise les domaines d'action jusqu'à l'arrêté du 22 novembre 1995)
- 15 septembre 1993 : arrêté, la note d'EP est affectée du coefficient 2
- 17 février 1995 arrêté, création de l'option EPS, avec modification chaque année suivante (1996, 1997, 1998)[54]
- 30 mars 1994 : circulaire, Organisation et évaluation des épreuves d'EPS aux baccalauréats, BT, BEP et CAP pour les candidats handicapés physiques et les inaptes partiels[55]
- 21 novembre 1995 : circulaire, E.P.S aux baccalauréats, B.E.P., C.A.P[56].
- 22 novembre 1995 : arrêté, Modalités d'organisation du contrôle en cours de formation et de l'examen ponctuel terminal prévus pour l'EPS en lycées[57]
- 27 décembre 2001 : note de service No 2001-265, B.O. no 1 du 3 janvier 2002, Épreuves de danse des baccalauréats général et technologique - session 2002[58], présentation[34]
- 20 mars 2002 : note de service No 2002-062, B.O. du 28 mars 2002, Épreuves d'arts, domaine danse, des baccalauréats général et technologique - session 2002[59], présentation[34]
- 9 avril 2002, arrêté, B.O. no 18 du 2 mai 2002, Organisation du contrôle en cours de formation et de l'examen ponctuel terminal prévus pour l'éducation physique et sportive des baccalauréats d'enseignement général et technologique[60]
- 12 juin 2002, note de service, B.O. no 25 du 20 juin 2002, Évaluation de l'éducation physique et sportive aux baccalauréats de l'enseignement général et technologique - Liste nationale d'épreuves et référentiel national d'évaluation[61] ; 9 groupements d'activités sont définis en relation avec 5 compétences culturelles et 27 épreuves
- 22 novembre 2002 : note de service No 2002-261, B.O. no 44 du 28 novembre 2002, Épreuves de danse des baccalauréats général et technologique à partir de la session 2003[62], présentation[34]
- 31 juillet 2003 : note de service, Épreuve facultative d’éducation physique et sportive aux baccalauréat général et technologique - session 2004[63], présenter une « activité différente de celles présentées pour l'épreuve de l’enseignement commun obligatoire ou pour les épreuves obligatoires ponctuelles terminales »
- 2 octobre 2003 : note de service, B.O. no 37 du 9 octobre 2003, Épreuves d’éducation physique et sportive aux baccalauréats général et technologique : ajustement du référentiel national, modifie l’annexe 2 : (Référentiel national d’évaluation de l’EPS aux baccalauréats général et technologique) de la note de service du 12 juin 2002[64]
- 15 juillet 2004 : note de service, B.O. no 30 du 29 juillet 2004, Évaluation de l’éducation physique et sportive à compter de la session 2005 et de la session 2006 des examens des baccalauréats général et technologique[65], modification de la note du 12 juin 2002
- 4 novembre 2005, note de service, Évaluation de l’EPS aux examens du baccalauréat professionnel, du brevet des métiers d’art, du CAP et du BEP[66]se substituent, à compter de la session 2006, aux dispositions de la circulaire du 21 novembre 1995.
- annexe 2 de la note de service du 4 novembre 2005, Le référentiel national d’évaluation d’EPS au CAP et au BEP[67]
- 16 juillet 2007 : note de service, Épreuve obligatoire ponctuelle d’EPS à compter de la session 2008 aux baccalauréats général, technologique et professionnel, BMA, CAP, BEP[68] ; correction de la liste nationale des couples d’activités (remplace celle de la note de service du 12 juin 2002 et de la note de service du 4 novembre 2005)
- 2 août 2007 : note de service, Évaluation de l’éducation physique et sportive à compter de la session 2008 des examens des baccalauréats général, technologique et professionnel[69] ; les tableaux portant référentiels des épreuves figurant en annexe 2 sont remplacés par les tableaux annexés à la présente note de service[70]
- 22 septembre 2008, note de service, Évaluation de l'éducation physique et sportive à compter de la session 2009[71] ; correction pour le step classé comme activité collective
- 15 octobre 2008 : note de service, Évaluation de l'EPS à compter de la session 2009 des examens du baccalauréat professionnel, du brevet des métiers d'art, du C.A.P. et du B.E.P[72]. ; la liste nationale des épreuves (applicable à l'ensemble des examens de la voie professionnelle et identique à celle qui est prévue aux baccalauréats général et technologique), publiée en annexe 1 de la note de service précitée du 4 novembre 2005, est remplacée par cette liste
- 8 juin 2012 : circulaire no 2012-093, Évaluation de l'éducation physique et sportive aux baccalauréats de l'enseignement général et technologique - Liste nationale d'épreuves et référentiel national d'évaluation[73]
- 22 juin 2012 : note de service no 2012-096, Modalités d'évaluation en éducation physique et sportive au titre du diplôme national du brevet[73]

### Actualité, examens
RECENSION DES RÉFÉRENCES DES TEXTES EN COURS D'APPLICATION (dates) :
- textes généraux : dispense (1992)
- collège : brevet (2012)
- lycée, filière professionnelle :
- lycée, filière générale et technologique : (2012)

## Lesport scolaire
Paragraphe sport scolaire et universitaire
Naissance des associations sportives et scolaires à partir des associations sportives
- 13 janvier 1923 : circulaire, le comité d'éducation physique et sportive du Service provisoire de l'EP et des sports officialise la pratique sportive dans les établissements scolaires (statut loi 1901, comités sportifs d'académie, livret d'éducation physique)[75]
- 1928 : les sections sportives des Amicales Laïques de la Ligue Française de l'Enseignement sont fédérées dans une Union Française des Œuvres Laïques d'Éducation Physique (UFOLEP)
- 1er janvier 1930 : numéro 1 de la revue Le sport universitaire de la Société des amis du sport universitaire (Bordeaux)[76]
- 1930 : l'UFOLEP est déclarée officiellement
- mars 1931 : création au congrès de l'UNEF de l'office du sport universitaire (OSU)
- 23 juin 1938 : circulaire de Jean Zay, ouverture de l'OSU aux élèves de l'enseignement secondaire et technique qui devient l'OSSU, office du sport scolaire et universitaire
- 23 juillet 1938 : remplacement des Comités sportifs d'académie par les Comités Locaux de l'Office du Sport Universitaire et Scolaire (CLOSUS)
- 1er février 1939 : décret signé par Jean Zay qui créé l'union sportive de l'enseignement primaire(USEP), commission scolaire de l'UFOLEP
- 20 décembre 1944 : la charte des sports est publiée par le Commissariat général à l'éducation générale et aux sports[77]
- 11 mai 1942 : l'OSSU est dénommée USSU (Union du Sport Scolaire et Universitaire)
- avril 1942 : interdiction et spoliation des fédérations multi-sports : UFOLEP et USEP par le gouvernement de Vichy
- 28 août 1945 : les membres des associations et fédérations sont de nouveaux élus
- 1945 : obligation de la création d'une Association sportive dans chaque établissement
- 12 octobre 1945, arrêté du 5 novembre 1945 : « rétablissent l'OSSU qui est reconnue « d'utilité publique »[78]
- 25 mai 1950, le forfait de 3 heures semaine est dû à l'emploi du temps des professeurs et maîtres
- 1962 : l'OSSU devient ASSU
- 20 mars 1969 : circulaire, B0 no 13 du 27 mars 1969, Accompagnement des équipes sportives des établissements scolaires[79]
- 7 septembre 1973 : décret par le secrétaire d'état à la jeunesse et aux sports, Pierre Mazeaud, qui supprime le forfait de trois heures pour l'animation de l'association sportive (opposition de la profession)
- 29 octobre 1975 : loi Mazeaud relative au développement de l'éducation physique et du sport, création de l'union nationale du sport scolaire (UNSS)
- 11 février 1977 : circulaire, Contrôle de l'animation des activités de l'Association Sportive[80]
- 31 août 1978 : décret (Jean-Pierre Soisson) rend l'animation de l'AS non obligatoire (l'enseignant doit en faire la demande)

1980- jeux de l'UNS
- 10 janvier 1980 : circulaire, Organisation et fonctionnement des associations sportives dans les collèges et lycées[81] ; les deux heures d'AS doivent être tenues en quatre heures de présence effective avec 30 élèves par professeur
- 6 juillet 1981 : note de service d'Alain Savary qui ramène le forfait pour l'association sportive scolaire à trois heures
- 16 septembre 1982 : note de service, sur l'organisation du sport scolaire dans les établissements du second degré[82]
- 14 mars 1986 : décret, Dispositions statutaires obligatoires pour les associations sportives scolaires et universitaires[83]
- 1er décembre 1987 : note de service, B.O. no 45 du 17 décembre 1987, Organisation du sport scolaire dans les A.S des établissements du second degré[84]
- 31 juillet 1990 : décret, modifie l'article premier du décret Dispositions statutaires obligatoires pour les associations sportives scolaires et universitaires du 14 mars 1986
- 1993 : charte du sport scolaire
- 25 octobre 1996 : circulaire, Situation des chefs d'établissement au sein des associations périéducatives ayant leur siège dans l'EPLE (FSE, A.S)[85]
- 25 avril 2002 : circulaire, le sport à l'école, au collège et au lycée[86]
- 12 février 2007 : arrêté, J.O no 37 du 13 février 2007, horaires de service à l'AS et son fonctionnement ; fixation des maximums de service des professeurs et des maîtres d'EPS, titulaires et délégués[87]

- 1985- jeux de l'avenir

L'UNSS dans les circulaires de rentrée 2002, 2003, 2004

### Actualité, sport scolaire
RECENSION DES RÉFÉRENCES DES TEXTES EN COURS D'APPLICATION (dates) :
- ACTUALITÉ : Code de l'éducation, Partie législative, Deuxième partie : Les enseignements scolaires, Livre V : La vie scolaire, Titre V : Les activités périscolaires, sportives et culturelles, Chapitre II : Les activités physiques et sportives ;

## La formation des cadres
- 15 février 1868 : rapport du docteur Hillairet compte les enseignants de gymnastique en France
- 12 mars 1869 : décret instituant le certificat d'aptitude à l'enseignement de la gymnastique (CAEG)
- 30 mai 1903 : cours supérieur de l'éducation physique dirigé par Georges Demenÿ
- 1907 création du degré supérieur du CAEG
- 12 janvier 1908 : obligation réglementaire d'avoir le CAEG pour enseigner dans les collèges et lycées
- 10 décembre 1925, l'école de Joinville devient l'école supérieure d'éducation physique (ESEP)
- 10 décembre 1927 : création du premier IREP (Institut régional d'éducation physique) rattaché à la faculté de médecine de Bordeaux
- 21 janvier 1928 : décret créant l'IREP de Lyon
- 27 mars 1928 : décret créant l'IREP de Lille
- 8 juin 1928, décret créant l'IREP de Paris
- 8 mars 1929 : décret créant l'IREP de Nancy
- 17 mars 1929 : décret créant l'IREP de Strasbourg
- 28 avril 1929 : décret créant l'IREP de Toulouse
- 29 juin 1929 : décret créant l'IREP de Clermont-Ferrand
- 12 août 1931 : création du CAEP
- 23 juin 1933 : décret créant l’ENEP, école normale d’éducation physique « Le cours de perfectionnement annexé à l’IREP de Paris est officiellement transformé en ENEP »[89]
- 31 juillet 1933 : décret créant le certificat d’aptitude au professorat de l’éducation physique (CAPEP)
- 1er avril 1935, « … projet de loi visant à reconstruire l’École de Joinville (ESEP depuis 1925) est voté à condition que cette dernière soit gérée par le ministère de la Santé et de l’Éducation physique. »[90]
- 1940 fermeture de l'école de Joinville, création du collège d'Antibes en zone libre et du Centre spécial d'éducation physique et sportive de Chatenay-Malabry (zone occupée) ; 15 Centres Régionaux d'Éducation Générale et Sportive (CREGS, former les instituteurs) et un CNEGS[91]
- 31 décembre 1941 : nouvelles épreuves pour le CAPEPS (qui a succédé au CAPEP, comme l'ENEPS à l'ENEP : le S de sport s'ajoute)
- 1944 : transformation des CREGS en CREPS et de l'ENEPS en deux ENSEP (filles à Chatenay-Malabry, jeunes gens à Joinville
- 17 mars 1945 : nouveau CAPEPS et diplôme de maître d'EPS (école normales jusqu'en 1950, puis CREPS)
- 19 juillet 1948 : quatre années d'étude pour présenter le CAPEPS
- 22 avril 1960 : par décret, nouveau corps, les chargés d'enseignement où seront intégrés les professeurs adjoints après 1984, avant l'intégration depuis 1989 dans le corps des certifiés[91]
- 17 août 1961 : décret qui fait naître le corps des professeurs adjoints d'EPS qui intègre les anciens maîtres d'EPS
- 12 novembre 1968 : loi d'orientation de l'enseignement supérieur, les IREPS deviennent Unité d'Enseignement et de Recherche en éducation Physique et Sportive (UEREPS)
- 30 mai 1969 : catégorie des Professeurs d'Enseignement Généraux des Collèges (PEGC)
- 5 juin 1969 : décret qui fusionne les deux ENSEPS en une nouvelle ENSEP
- 21 janvier 1975 : décret qui met fin au recrutement des maîtres d'EPS au profit des professeurs adjoints nouveau régime (CREPS après le baccalauréat)[91]
- 11 avril 1975 : arrêté créant le diplôme d'Études Universitaires Générales - Sciences et Techniques des Activités Physiques et Sportives (DEUG STAPS)
- 29 octobre 1975 : loi Mazeaud qui crée l'Institut National des Sports et de l'Éducation Physique (INSEP)
- 7 juillet 1977 : arrêté créant la licence STAPS
- 11 juin 1979 : décret du nouveau CAPEPS (épreuves séparées d'admissibilité, puis d'admission)
- 5 janvier 1982 : arrêté créant la maîtrise STAPS
- 1982 : section 74 STAPS au Conseil supérieur des universités
- 24 septembre 1982 : arrêté créant l'agrégation EPS, session en 1983
- 1984 : fin du recrutement des professeurs adjoints
- 26 janvier 1984 : Loi Savary, les UEREPS deviennent UFRSTAPS
- 10 juillet 1985 : décret créant le statut de professorat de sport à la Jeunesse et aux Sports
- 1986 : l'année après l'obtention du CAPEPS se fait en Centres Régional Pédagogique (CPR), à partir du 10 juillet 1989 (loi Jospin d'orientation sur l'éducation) dans les Instituts Universitaires de Formation des Maîtres (IUFM) comme Professeur des Lycées et Collèges 2e année (PLC2) ; à partir de 1992, comme PLC1 en IUFM au lieu d'en STAPS
- 1989 : décret de création de l'agrégation interne EPS
- 1989 : création du CAPEPS interne
- 10 octobre 2001 : arrêté de création du département EPS à l'école normale supérieure de Cachan département situé à l'antenne de Bretagne[91]
- 24 mars 2004 : décret créant le statut des conseillers techniques et pédagogiques supérieurs
- 25 juin 2009, BO spécial 6, Programmes des concours externes et internes de l’agrégation, du CAPES, CAPET du CAPLP, du CAPEPS, de COP et de CPE - session 2010
- 23 mai 2019 : arrêté précise les 5 mentions de la licence STAPS (entraînement sportif - ergonomie du sport et de la performance motrice - activité physique adaptée et santé - management du sport - éducation et motricité)

### Actualité, formation des cadres
RECENSION DES RÉFÉRENCES DES TEXTES EN COURS D'APPLICATION (dates) :

## Textes éducation généraux (non EPS spécifiquement)
- 1er juillet 1981 : circulaire de création des ZEP (zone d'éducation prioritaire)
- 24 août 1981 : note de service, création des PAE (projets d'action éducative)
- 10 juillet 1989 : loi d'orientation sur l'éducation, loi Jospin
- 1988 : publication du rapport Lesourne[92] ; introduction et synthèse[93]
- 20 février 1992 : B.O. no 8, Charte des programmes du 13 novembre 1991 (toutes disciplines)[94] rédigée par le Conseil national des programmes, après concertation avec toutes les parties concernées, définit ce que doivent être désormais les procédures et le cadre d'élaboration de tous les programmes relevant du ministère de l'Éducation nationale
- 23 mai 1997 : circulaire au B .O no 22 – 29/05/1997, Mission du professeur exerçant en collège, en lycée d’enseignement général et technologique ou en lycée professionnel[95]
- 2 novembre 2000 : bulletin officiel no 10, À l'école, au collège, au lycée : de la mixité à l'égalité
- 23 avril 2005 : Loi d'orientation et de programme pour l'avenir de l'école[96], dite Loi Fillon (éducation)
- 31 octobre 2006 : recommandations pour la formation des maitres du HCE, Haut Conseil de l'Éducation ; texte[97] ; analyse et commentaire par Jacques Nimier[98]
- 19 décembre 2006 : arrêté, cahier des charges de la formation des maîtres en institut universitaire de formation des maîtres[99]
- 25 juillet 2013 : B.O. no 30 sur les compétences communes des professeurs et personnels d'éducation

### Actualité, textes généraux
- 21 mai 2009 : Bulletin officiel no 21, préparation de la rentrée 2009[100]

RECENSION DES RÉFÉRENCES DES TEXTES EN COURS D'APPLICATION (dates) :
- Mission du professeur (1997)